# Mecano
Pour les articles ayant des titres homophones, voir Meccano et Mécano.
Mecano est un groupe de pop rock espagnol. Formé en 1979, séparé en 1995, de retour en 1998, il est composé d'Ana Torroja (chanteuse) et des frères Nacho et José María Cano (guitaristes et compositeurs). La chanteuse chante principalement en espagnol, mais aussi en français, italien et anglais.
Le groupe a vendu plus de 25 millions d'albums dans le monde (dans les pays hispanophones pour l'essentiel), ce qui lui vaut le surnom de Beatles espagnols. Il est considéré comme une référence pop en Espagne, à la fois grâce aux thèmes abordés — modernes pour l'époque (homosexualité, drogue, vie sociale) — et par certains titres phares dont Mujer Contra Mujer (Une femme avec une femme), repris par d'autres artistes.

## Biographie

### Première phase (1979–1995)
Originaire de Madrid, le groupe choisit son nom en référence au nom des frères Cano, ainsi qu'au jeu de construction Meccano. C'est un groupe phare de la pop espagnole, lancé à l'époque de la movida des années 1980. Groupe de référence en Espagne, Mecano a aussi connu le succès en Amérique latine et en France.
Ses plus grands succès en France sont Hijo de la Luna, La fuerza del destino, Naturaleza muerta, “Eungenio” Salvador Dali et Mujer contra mujer. Traduite en français, cette dernière chanson prend le nom de Une femme avec une femme dans une adaptation libre de Pierre Grosz qui sera numéro un en France pendant des mois : il s'agit d'un plaidoyer pour la tolérance de l'homosexualité, tout comme le fait à la même époque le groupe Alaska y Dinarama dans le tube A quien le importa.
Le groupe se compose d'abord d'Ana Torroja et de José María Cano, qui fera participer ensuite son frère Nacho. Ils en profitent pour changer leur style et s'orienter davantage vers un genre musical plus pop adapté aux jeunes Espagnols et de tendance plus commerciale.
L'actrice oscarisée Penelope Cruz commence sa carrière à 14 ans dans le clip La fuerza del destino, en 1989. La chanson parle de la rencontre et de l'histoire d'amour de Nacho avec sa fiancée de l'époque, l'écrivaine Coloma Fernández Armero, et des hauts et des bas de leur relation.
Le groupe se sépare en 1995 après la tournée Aidalai. Cette même année, Renault Espagne sort la Clio Mecano en édition limitée, dont la publicité est diffusée à la télé et avant les concerts en Espagne, avec comme bande son Una rosa es una rosa. La voiture est personnalisée avec le logo « Mecano » écrit comme sur l'album Aidalai. Un mini-CD quatre titres est offert avec l'achat de la voiture.

### Retour (depuis 1998)
Le groupe se reforme en 1998, le temps d'enregistrer huit nouveaux titres originaux pour la version espagnole de la compilation Ana Jose Nacho.

### Reprises
Mecano a été repris par de nombreux groupes et artistes à travers le monde, à l'image de sa chanson Hijo de la Luna, enregistrée par plus de 40 artistes dans de nombreux pays. En France, la chanson est reprise par PSY4 de la Rime sur l'album Enfant de la lune (2006), Arielle Dombasle sur l'album Diva latina (2012) ou encore Kids United Nouvelle Génération sur l'album L'Hymne de la vie (2019).
En 2008, le groupe de metal symphonique allemand Haggard reprend la chanson dans sa version espagnole sur l'album Tales of Ithiria, tandis que la chanteuse grecque Vicky Leandros l'adapte en allemand sur son album Zeitlos en 2010. Sarah Brightman interprète également ce titre sur son album La Luna, Classics - The Best Of Sarah Brightman. La grande cantatrice Montserrat Caballé en donne différentes versions lyriques sur ses albums Eternal Caballé (1993), Viva la Diva (2002) et Hijo de la luna : The Best of Montserrat Caballé (2003).

## Projets parallèles
En pleine gloire commerciale et critique, le groupe prend des vacances après la tournée mondiale de 1992 et, depuis lors, ne se reformera jamais vraiment. Ana Torroja se lance en solo et publie neuf albums à ce jour (dont un double en public avec Miguel Bosé et un album français). Nacho Cano écrit quatre albums, dont certains seront traduits intégralement en anglais, français et allemand. Il crée également trois comédies musicales qui reprennent les titres de Mecano ou les siens. José María Cano compose un opéra lyrique, Luna, avec, entre autres, Montserrat Caballé et Plácido Domingo, très éloigné de l'univers pop de Mecano, puis un album folk pop, Josécano. Depuis, il a abandonné la musique pour se consacrer à la peinture et signe ses œuvres sous le pseudonyme « Cano de Andrès ». Il expose partout dans le monde son style pictural qui relève à la fois de l'art contemporain et de l'univers impressionniste (notamment le pointillisme).
Côté marketing, chaque sortie d'une production en solo de l'un ou l'autre des membres est l'occasion de rumeurs ou d'annonces quant au retour du groupe, qui ne se fera jamais vraiment depuis 1998. Le groupe travaillera cependant un nouveau titre pour la compilation Siglo XXI en 2009, Maria Luz (un ancien titre non édité à l'époque), et contribuera la même année au lancement du jeu PS3 Singstar, première édition du jeu consacré à un unique groupe espagnol.
En 2011, le grand journaliste du quotidien ABC José Antonio Abellán annonce la réunion de Mecano, avec une tournée nationale en 2012. Reprise par de nombreux médias ibériques officiels, l'information soulève un vif intérêt dans le public mais le projet ne se concrétise pas.

## Discographie

### Albums studio
- 1982 : Mecano (CBS)
- 1983 : ¿Dónde está el país de las hadas? (Où est le pays des fées?) (CBS)
- 1984 : Ya viene el sol (Le soleil se lève déjà) (CBS)
- 1986 : Lo último de Mecano : album non officiel contenant 4 titres datant de 1981-1984 et 4 titres en public datant de 1985 (CBS)
- 1986 : Entre el cielo y el suelo (Entre le ciel et le sol) (Ariola)
- 1988 : Descanso dominical (Repos dominical) (Ariola)
- 1989 : Figlio della luna (édition italienne reprenant des titres des albums Entre el Cielo y el Suelo et Descanso Dominical) (Ariola)
- 1990 : Descanso dominical (édition française - 1 titre en français) (Ariola)
- 1991 : Aidalai (Ariola)
- 1991 : Aidalai (édition française - 7 titres en français) (Ariola)
- 1991 : Aidalai (édition italienne - 6 titres en italien) (Ariola)
- 1998 : Ana|Jose|Nacho (compilation 2 CD - 8 nouvelles chansons) (BMG)
- 1998 : Ana|Jose|Nacho (édition française - compilation 1 CD - 6 nouvelles chansons dont 3 en français) (BMG)

### Albums en concert
- 1985 : Mecano en concierto (enregistré entre juin 1984 et septembre 1985 pour la TVE).

### Compilations
- 1998 : Ana|Jose|Nacho (2 CD - 8 nouvelles chansons) (BMG)
- 1998 : Ana|Jose|Nacho (édition française - 1 CD - 6 nouvelles chansons dont 3 en français) (BMG)
- 2005 : Obras Completas (coffret en édition limitée et numérotée contenant les 6 albums studio, 1 album en concert et 1 CD Bonus de chansons en espagnol, français et italien) (Sony)
- 2005 : Grandes Éxitos (2 CD, 30 chansons + 1 DVD incluant la plupart des vidéoclips de Mecano) (Sony)
- 2009 : Siglo XXI (2 CD, 33 chansons dont un inédit María Luz et 2 remixes Un año más et La fuerza del destino) (Sony)
- 2009 : Siglo XXI (édition limitée 2 CD, 33 titres dont un inédit María Luz et 2 remixes Un año más et La fuerza del destino ainsi qu'un Double DVD contenant 55 vidéos, le tout regroupé dans un livre grand format de 96 pages) (Sony)
- 2013 : Esencial Mecano (2 CD - 30 titres) (Sony)

## Autres œuvres

### DVD
- 1989 : ¡En concierto!
- 1991 : Los videos
- 1991 : En Directo
- 2005 : Grandes Éxitos
- 2006 : Mecanografía (La Historia En Imágenes) : Coffret de 4 DVDs contenant : 39 prestations du groupe à la TVE (+ reportage "Informe Semanal"), le concert du Fronton de Ségovie (1984) (+ 10 vidéoclips), le concert de la tournée Descanso Dominical (En Concierto 1988) filmé entre Madrid et Barcelone (+ 10 vidéoclips) et le concert de la tournée Aidalai (En Directo 1991) enregistré au Palau Sant Jordi de Barcelone ( + prestations à New York, Mexico et Paris).

### Jeu vidéo
- 2009 : Singstar Mecano - karaoké officiel sur PlayStation 2 et PlayStation 3